# What About Now (album)
What About Now je 12. studijski album američkog rock sastava Bon Jovi. Producirao ga je John Shanks, a objavljen je 8. ožujka 2013. godine u Australiji i 12. ožujka iste godine u SAD-u. Sastav ga je promovirao tijekom cijele turneje Because We Can: The Tour (2013.). Posljednji je album na kojem se pojavljuje gitarist Richie Sambora (napustio je sastav krajem 2013.) i Hugh McDonald kao neslužbeni član sastava (sastavu se pridružio 2016.).
U SAD-u je u prvom tjednu prodano 101.000 primjeraka albuma, te se popeo na 1. mjesto ljestvice Billboard 200. Ovo im je treći album uzastopce (nakon The Circlea i Lost Highwaya) i peti tijekom čitave karijere koji se uspio plasirati na 1. mjesto američkih glazbenih ljestvica. Prema podacima iz kolovoza 2015., u SAD-u je prodano ukupno 220.000, u Njemačkoj 100.000, a širom svijeta više od 1,5 milijuna primjeraka.

## Snimanje i produkcija
U intervjuu za časopis Classic Rock, gitarist Richie Sambora izjavio je da su What About Now snimili prije završetka snimanja njegova solo-albuma Aftermath of the Lowdown. S Jonom je počeo pisati tekstove pjesama i ubrzo su se našli s ostatkom sastava u studiju. Dodao je: "Album je završen i odlično zvuči. Turneju 2013. započinjemo u veljači i vrlo brzo ćemo biti na stadionu u vašoj blizini".
Sambora je novi uradak opisao kao "kombinaciju različitih elemenata", s tim da je uvjerio stare ljubitelje da će u novom albumu isto toliko uživati kao što su već više od 30 godina uživali u starom.
Producirani su videozapisi za prva dva singla: "Because We Can" i "What About Now". Videozapis je također stvoren za solo-singl Jona Bon Jovija pod imenom "Not Running Anymore" koji se nalazi na albumu kao dodatna skladba uz "Old Habits Die Hard". Skladba "Not Running Anymore" nominirana je za Zlatni globus 13. prosinca 2013.

## Prijem
Album je naišao na mješovitu reakciju kritičara. Na mrežnoj stranici Metacritic ima rezultat 50 do 100, zasnovan na 11 kritika, što ukazuje na "mješovite ili prosječne ocjene". Caroline Sullivan iz The Guardiana smatra da je "sastav pružio osnažujuću otrcanost i solo-improvizacije na gitari koje će ljubiteljima dati razloga za slavu", dok Stephen Unwin iz Daily Expressa misli da je album "nešto najuobičajenije za predstavnike američkog rock 'n' rolla, ali će biti vrijedno divljenja za njihove beskritične ljubitelje".
Phil Mongrendien iz Toronto Stara kritizirao je skladbu "Army of One" jer smatra da su se "toliko nisko spustili da su sami sebe počeli parodirati neumjetnički obrađenim i ustrajanim motivima o tom kako 'nikad ne treba odustajati' ". Također je uputio kritiku na zvuk gitare u toj skladbi rekavši da "previše podsjeća na Kraftwerkovu skladbu 'Computer Love' (a donekle i na Coldplayevu skladbu 'Talk')". James Manning iz Time Outa smatra da sastav "neće pridobiti nove ljubitelje svojim 12. albumom [...] no mala je vjerojatnoća da će mnoge izgubiti".
Kim Carr i James Cabooter iz britanskog časopisa Daily Star dali su pozitivne kritike i izjavili da se "Bon Jovi vratio svojim rock korijenima i da im je ovo najbolji album u posljednjih 20 godina".
Ian Gittins iz Virgin Medije smatra da je "sastav Bon Jovi teško ozbiljno shvatiti zbog trajne sklonosti ka klišejima i sretnim svršecima karakterističnih za holivudske blockbustere". Međutim, dodao je da "ima [tu] i dobrih skladbi. Pristojan je to soft-rock album, pogodan za zabave. Također je vjerojatno došlo vrijeme da Bon Jovi spozna svoje granice". Stephen Erlewine s portala Allmusic napisao je da "na albumu What About Now nema nešto veliko da vas 'upeca' – samo himna 'Because We Can' koja će vas navesti da podignete ruke uvis, dok većina milozvučnog zvuka proizlazi od blažih i tiših trenutaka koji se, primjerice, mogu čuti u akustičnoj pjesmi 'The Fighter' i kršćanskoj baladi 'Room at the End of the World' ".

## Popis pjesama
Sve pjesme producirao je John Shanks. Koproducenti: Jon Bon Jovi i Richie Sambora.
Tekstovi: Jon Bon Jovi, Richie Sambora i Billy Falcon. 
| Standardno izdanje | Standardno izdanje              | Standardno izdanje               | Standardno izdanje | Standardno izdanje | Standardno izdanje | Standardno izdanje | Standardno izdanje | Standardno izdanje | Standardno izdanje |
| Br.                | Skladba                         | Tekstopisac                      | Trajanje           |                    |                    |                    |                    |                    |                    |
| ------------------ | ------------------------------- | -------------------------------- | ------------------ | ------------------ | ------------------ | ------------------ | ------------------ | ------------------ | ------------------ |
| 1.                 | »Because We Can«                |                                  | 4:00               |                    |                    |                    |                    |                    |                    |
| 2.                 | »I'm with You«                  | Bon Jovi, John Shanks            | 3:44               |                    |                    |                    |                    |                    |                    |
| 3.                 | »What About Now«                | Bon Jovi, Shanks                 | 3:45               |                    |                    |                    |                    |                    |                    |
| 4.                 | »Pictures of You«               | Bon Jovi, Sambora, Shanks        | 3:58               |                    |                    |                    |                    |                    |                    |
| 5.                 | »Amen«                          | Bon Jovi, Falcon                 | 4:13               |                    |                    |                    |                    |                    |                    |
| 6.                 | »That's What the Water Made Me« | Bon Jovi, Falcon                 | 4:26               |                    |                    |                    |                    |                    |                    |
| 7.                 | »What's Left of Me«             | Bon Jovi, Sambora, Falcon        | 4:35               |                    |                    |                    |                    |                    |                    |
| 8.                 | »Army of One«                   | Bon Jovi, Sambora, Desmond Child | 4:35               |                    |                    |                    |                    |                    |                    |
| 9.                 | »Thick as Thieves«              | Bon Jovi, Sambora, Shanks        | 4:58               |                    |                    |                    |                    |                    |                    |
| 10.                | »Beautiful World«               | Bon Jovi, Falcon                 | 3:49               |                    |                    |                    |                    |                    |                    |
| 11.                | »Room at the End of the World«  | Bon Jovi, Shanks                 | 5:03               |                    |                    |                    |                    |                    |                    |
| 12.                | »The Fighter«                   | Bon Jovi                         | 4:37               |                    |                    |                    |                    |                    |                    |
| 51:36              |                                 |                                  |                    |                    |                    |                    |                    |                    |                    |

| Divot-izdanje/izdanje za iTunes | Divot-izdanje/izdanje za iTunes                                            | Divot-izdanje/izdanje za iTunes | Divot-izdanje/izdanje za iTunes | Divot-izdanje/izdanje za iTunes | Divot-izdanje/izdanje za iTunes | Divot-izdanje/izdanje za iTunes | Divot-izdanje/izdanje za iTunes | Divot-izdanje/izdanje za iTunes | Divot-izdanje/izdanje za iTunes |
| Br.                             | Skladba                                                                    | Tekstopisac                     | Trajanje                        |                                 |                                 |                                 |                                 |                                 |                                 |
| ------------------------------- | -------------------------------------------------------------------------- | ------------------------------- | ------------------------------- | ------------------------------- | ------------------------------- | ------------------------------- | ------------------------------- | ------------------------------- | ------------------------------- |
| 13.                             | »With These Two Hands«                                                     | Bon Jovi, Falcon                | 3:59                            |                                 |                                 |                                 |                                 |                                 |                                 |
| 14.                             | »Into the Echo«                                                            | Bon Jovi, Falcon                | 5:04                            |                                 |                                 |                                 |                                 |                                 |                                 |
| 15.                             | »Not Running Anymore« (solo-pjesma Jona Bon Jovija iz filma Stand Up Guys) | Bon Jovi                        | 4:43                            |                                 |                                 |                                 |                                 |                                 |                                 |
| 1:04:41                         |                                                                            |                                 |                                 |                                 |                                 |                                 |                                 |                                 |                                 |

| Japansko izdanje | Japansko izdanje                                                                               | Japansko izdanje | Japansko izdanje | Japansko izdanje | Japansko izdanje | Japansko izdanje | Japansko izdanje | Japansko izdanje | Japansko izdanje |
| Br.              | Skladba                                                                                        | Trajanje         |                  |                  |                  |                  |                  |                  |                  |
| ---------------- | ---------------------------------------------------------------------------------------------- | ---------------- | ---------------- | ---------------- | ---------------- | ---------------- | ---------------- | ---------------- | ---------------- |
| 13.              | »With These Two Hands«                                                                         | 3:59             |                  |                  |                  |                  |                  |                  |                  |
| 14.              | »Into the Echo«                                                                                | 5:04             |                  |                  |                  |                  |                  |                  |                  |
| 15.              | »Not Running Anymore« (solo-pjesma Jona Bon Jovija iz filma Stand Up Guys)                     | 4:43             |                  |                  |                  |                  |                  |                  |                  |
| 16.              | »Old Habits Die Hard« (solo-pjesma Jona Bon Jovija iz filma Stand Up Guys)                     | 3:33             |                  |                  |                  |                  |                  |                  |                  |
| 17.              | »Every Road Leads Home to You« (solo-pjesma Richiea Sambore s albuma Aftermath of the Lowdown) | 4:42             |                  |                  |                  |                  |                  |                  |                  |
| 1:13:36          |                                                                                                |                  |                  |                  |                  |                  |                  |                  |                  |

| 1. | »Because We Can« (glazbeni videozapis)     |  |
| 2. | »Because We Can – The Boxer: Act 1«        |  |
| 3. | »Because We Can – Astrid: Act 2«           |  |
| 4. | »Because We Can – The Beginning: Epilogue« |  |
| 5. | »Because We Can – Behind the Scenes«       |  |
| 6. | »It's My Life«                             |  |
| 7. | »Lost Highway«                             |  |

| Divot-izdanje za iTunes/Australiju | Divot-izdanje za iTunes/Australiju                                                             | Divot-izdanje za iTunes/Australiju | Divot-izdanje za iTunes/Australiju | Divot-izdanje za iTunes/Australiju | Divot-izdanje za iTunes/Australiju | Divot-izdanje za iTunes/Australiju | Divot-izdanje za iTunes/Australiju | Divot-izdanje za iTunes/Australiju | Divot-izdanje za iTunes/Australiju |
| Br.                                | Skladba                                                                                        | Tekstopisac                        | Trajanje                           |                                    |                                    |                                    |                                    |                                    |                                    |
| ---------------------------------- | ---------------------------------------------------------------------------------------------- | ---------------------------------- | ---------------------------------- | ---------------------------------- | ---------------------------------- | ---------------------------------- | ---------------------------------- | ---------------------------------- | ---------------------------------- |
| 13.                                | »With These Two Hands«                                                                         | Bon Jovi, Falcon                   | 3:59                               |                                    |                                    |                                    |                                    |                                    |                                    |
| 14.                                | »Not Running Anymore« (solo-pjesma Jona Bon Jovija iz filma Stand Up Guys)                     | Bon Jovi                           | 4:43                               |                                    |                                    |                                    |                                    |                                    |                                    |
| 15.                                | »Old Habits Die Hard« (solo-pjesma Jona Bon Jovija iz filma Stand Up Guys)                     | Bon Jovi                           | 3:33                               |                                    |                                    |                                    |                                    |                                    |                                    |
| 16.                                | »Every Road Leads Home to You« (solo-pjesma Richiea Sambore s albuma Aftermath of the Lowdown) | Richie Sambora, Luke Ebbin         | 4:42                               |                                    |                                    |                                    |                                    |                                    |                                    |
| 1:08:32                            |                                                                                                |                                    |                                    |                                    |                                    |                                    |                                    |                                    |                                    |

## Postava
Bon Jovi
- Jon Bon Jovi – vokali, gitara
- Richie Sambora – gitara, prateći vokali
- Hugh McDonald – bas-gitara, prateći vokali
- Tico Torres – bubnjevi
- David Bryan – klavijature, prateći vokali

Dodatna postava
- David Campbell – aranžer i dirigent

## Glazbene ljestvice
| Ljestvica (2013.)                                | Najbolji plasman |
| ------------------------------------------------ | ---------------- |
| Američka ljestvica Billboard 200                 | 1.               |
| Američka ljestvica digitalnih albuma (Billboard) | 1.               |
| Američka ljestvica rock albuma (Billboard)       | 1.               |
| Argentinska ljestvica CAPIF                      | 7.               |
| Australska ljestvica ARIA                        | 1.               |
| Austrijska ljestvica Ö3 Austria                  | 1.               |
| Belgijska ljestvica Ultratop (Flandrija)         | 8.               |
| Belgijska ljestvica Ultratop (Valonija)          | 16.              |
| Britanska ljestvica OCC                          | 2.               |
| Danska ljestvica Hitlisten                       | 6.               |
| Finska ljestvica Suomen virallinen lista         | 3.               |
| Francuska ljestvica SNEP                         | 46.              |
| Grčka ljestvica IFPI Greece                      | 10.              |
| Irska ljestvica IRMA                             | 3.               |
| Japanska ljestvica Oricon                        | 2.               |
| Južnoafrička ljestvica RISA                      | 8.               |
| Kanadska ljestvica Billboard                     | 1.               |
| Mađarska ljestvica MAHASZ                        | 4.               |
| Meksička ljestvica Top 100 Mexico                | 16.              |
| Nizozemska ljestvica MegaCharts                  | 2.               |
| Njemačka ljestvica Offizielle Top 100            | 2.               |
| Norveška ljestvica VG-lista                      | 2.               |
| Novozelandska ljestvica RMNZ                     | 9.               |
| Portugalska ljestvica AFP                        | 2.               |
| Škotska ljestvica OCC                            | 2.               |
| Španjolska ljestvica PROMUSICAE                  | 1.               |
| Švedska ljestvica Sverigetopplistan              | 1.               |
| Švicarska ljestvica Schweizer Hitparade          | 3.               |
| Talijanska ljestvica FIMI                        | 5.               |

| Ljestvica (2013.)                          | Najbolji plasman |
| ------------------------------------------ | ---------------- |
| Američka ljestvica Billboard 200           | 138.             |
| Američka ljestvica rock albuma (Billboard) | 32.              |
| Austrijska ljestvica Austriancharts        | 22.              |
| Japanska ljestvica Oricon                  | 85.              |
| Mađarska ljestvica Slagerlistak            | 96.              |
| Španjolska ljestvica PROMUSICAE            | 32.              |
| Švicarska ljestvica Schweizer Hitparade    | 53.              |

## Povijest objave
| Država                 | Nadnevak         | Diskografska kuća                | Format                            |
| ---------------------- | ---------------- | -------------------------------- | --------------------------------- |
| Australija             | 8. ožujka 2013.  | Universal Music                  | CD, CD+DVD, digitalno preuzimanje |
| Brazil                 | 8. ožujka 2013.  | Universal Music                  | CD, CD+DVD, digitalno preuzimanje |
| Njemačka               | 8. ožujka 2013.  | Universal Music                  | CD, CD+DVD, digitalno preuzimanje |
| Ujedinjeno Kraljevstvo | 8. ožujka 2013.  | Universal Music                  | CD, CD+DVD, digitalno preuzimanje |
| Republika Irska        | 8. ožujka 2013.  | Mercury Records                  | CD, CD+DVD, digitalno preuzimanje |
| Francuska              | 8. ožujka 2013.  | Mercury Records, Universal Music | CD, CD+DVD, digitalno preuzimanje |
| SAD                    | 12. ožujka 2013. | Island Records                   | CD, CD+DVD, digitalno preuzimanje |
| Italija                | 12. ožujka 2013. | Island Records                   | CD, CD+DVD, digitalno preuzimanje |
| Španjolska             | 12. ožujka 2013. | Island Records                   | CD, CD+DVD, digitalno preuzimanje |
| Kanada                 | 12. ožujka 2013. | Universal Music                  | CD, CD+DVD, digitalno preuzimanje |
| Japan                  | 13. ožujka 2013. | Universal Music                  | CD, CD+DVD, digitalno preuzimanje |

## Vanjske poveznice
- What About Now na Discogsu